# Hexàgon cognitiu
El 1970 la Fundació Alfred P. Sloan promogué recerques orientades a definir quines ciències estaven incloses en les ciències cognitives. Així, el 1978 es proposà l'hexàgon cognitiu: les ciències cognitives serien sis; s'hi descriu les interrelacions dels sis camps científics convergents cap a l'emergent nucli teòric de la nova ciència de la ment o ciència cognitiva. Aquest és el polígon representatiu de la ciència cognitiva com a camp interdisciplinari emergent, presentat al 1985 en l'obra La nova ciència de la ment: història de la revolució cognitiva, del psicòleg i investigador Howard Gardner.

Relacions entre les ciències cognitives

Els nous programes acadèmics han continuat fent referència a l'esquema de Gardner, amb alguns canvis que amplien les possibles ciències incloses en el projecte:
- La filosofia, especialment en subàrees com la lògica, la gnoseologia o epistemologia i l'ontologia de la ment.
- La psicologia, o psicologia cognitiva, que s'encarrega de l'estudi teòric i experimental de la cognició, i inclou facultats com la percepció, la memòria, la imaginació, l'emissió de judicis i l'estudi de les formes de raonament.
- La lingüística, descriptiva i teòrica, especialment a partir dels estudis de la gramàtica i fonologia generativa.
- La computació electrònica, en particular a partir del sorgiment de la intel·ligència artificial i la robòtica intel·ligent.
- La neurociència, que integra diverses subàrees, com la neuroanatomia, la neurofisiologia, la neuroquímica, la neurobiologia evolutiva, entre d'altres.
- L'antropologia, que incorpora la dimensió social i cultural, incloent-hi els processos cognitius filogenètics.